# Còssifa del Cap
El còssifa del Cap (Cossypha caffra; syn: Dessonornis caffer) és una espècie d'ocell paseriforme de la família dels muscicàpids. Es troba a l'Àfrica oriental i austral, des de Sudan del Sud fins a Sud-àfrica. El seu hàbitat principal són els boscos tropicals i subtropicals de frondoses humits, tot i que s'ha adaptat a zones alterades per l'home (agrícoles i suburbials). El seu estat de conservació és considerat de risc mínim.

## Taxonomia
Segons el Handook of the Birds of the World i la quarta versió de la BirdLife International Checklist of the birds of the world (Desembre 2019), aquest tàxon estaria classificat dins del gènere Dessonornis. Tanmateix, altres obres taxonòmiques, com la llista mundial d'ocells del Congrés Ornitològic Internacional (versió 11.2, juliol 2021), no reconeixen aquest gènere i consideren les espècies que el componen dins del gènere Cossypha.